# Чарльз Томсон Різ Вільсон
Чарльз Томсон Різ Вільсон (англ. Charles Thomson Rees Wilson; 14 лютого 1869, Гленкорс, Середній Лотіан, Шотландія — 15 листопада 1959, Карлопс, поблизу Единбурга) — шотландський фізик, лауреат Нобелівської премії з фізики 1927 р. за метод візуального виявлення траєкторій електрично заряджених частинок за допомогою конденсації пари.

## Біографія
Чарльз Томсон Різ Вільсон народився 14 лютого 1869 р. на фермі неподалік від Гленкорса, в родині фермера Джона Вілсона та Енні Кларк Вілсон із Глазго. Він був наймолодшим з восьми дітей, яких мав його батько від двох шлюбів. 1873 р. батько помер і родина переїхала в англійське місто Манчестер. У Манчестері Вілсон відвідував Грінхейську академічну школу, після закінчення якої 1884 р. вступив до Оуенс-коледжу (нині Манчестерський університет). Там він протягом трьох років вивчав науки й 1887 р. дістав ступінь бакалавра. Ще один рік був присвячений вивченню філософії, логіки й грецької мови. 1888 р. Вільсон вступив до Сідней-сассекс-коледжу в Кембриджі. Під час свого навчання він відвідував переважно біологічні курси, тому що збирався стати лікарем. У Кембриджі він став цікавитися фізичними і хімічними питаннями. На його рішення відійти від медицини міг вплинути Балфурт Стюарт — професор фізики в коледжі Оуена. Здобувши науковий ступінь у Кембриджі (1892), Вільсон залишається там для проведення наукових досліджень. Проте через сімейні обставини 1894 р. покидає Кембридж і вчителює в Бредфордській середній школі, продовжуючи експериментальні роботи в Кавендишській лабораторії, яку очолював Дж. Дж. Томсон. Під час дослідів за допомогою приладу, названого камерою розширення, який призначався для імітації дощу й туману, він відкриває явище іонної конденсації. У процесі цієї роботи Вільсон істотно вдосконалює конструкцію своєї камери, яка згодом стала відомою як іонізаційна камера. У 1895—1904 рр., досліджуючи далі іонну конденсацію та атмосферну електрику, Вільсон відкриває метод конденсації пари під дією різних агентів, продемонструвавши (1897), як за певних умов кожний заряджений іон стає центром конденсації парів води, у зв'язку з чим присутність іонів є видимою для ока. Продовжуючи 1910—1913 рр. досліди з використанням своєї камери (згодом камера Вільсона), він спостерігав і сфотографував сліди (треки) заряджених часток. Йому вдалося зареєструвати фотографічно сліди окремих альфа-частинок та бета-частинок. У наступні роки він удосконалював цю техніку і опублікував у 1923 р. свої знамениті статті про траєкторії електронів. В одній з них давалося експериментальне підтвердження того, що при взаємодії рентгенівських променів з атомами звідти вибиваються електрони, — факт, передвіщений раніше в тому ж році Артуром Г. Комптоном.
Його досягнення використовувалися в усьому світі і з великим успіхом, серед іншого Петріком Блекеттом і Петром Капіцею в Кембриджі, Ірен Жоліо-Кюрі та П'єром Оже в Парижі і Вальтером Боте і Лізою Майтнер в Берліні. Позитрон та інші елементарні частинки були відкриті за допомогою іонізаційній камери Вільсона, яка стала також неоціненним інструментом для дослідження космічних променів.
1927 р. Вільсон був нагороджений Нобелівською премією з фізики «за метод візуального виявлення траєкторій електрично заряджених часток за допомогою конденсації пари». У 1900 р. Вільсон повернувся в Кембридж і працював там до 1934 р., з 1925 до 1934 р. — на посаді професора натурфілософії. Пішовши у відставку з Кембриджа в 1934 р., Вільсон повернувся до Шотландії, оселившись недалеко від того місця, де він народився. Завжди обожнював природу, він і в свої вісімдесят з гаком років продовжував здійснювати гірські сходження і довгі піші прогулянки по околицях. У віці вісімдесяти шести років він вперше піднявся в повітря і був у захваті, спостерігаючи грозу з борту літака. Він представив свою останню статтю, присвячену грозам, Лондонському королівському товариству в 1956 р., будучи найстаршим членом цього товариства.

## Особисте життя
У 1907 р. Вільсон одружився з Джессі Фрейзер Дік, дочкою священика ; у них було дві дочки й син. Вільсон був відомий як спокійна, тиха людина, яка прагнула до пізнання законів природи, але абсолютно байдужа до почестей і престижу. Після нетривалої хвороби він помер у Карлопсі, поблизу Единбурга 15 листопада 1959 р.

## Нагороди
- Член Лондонського Королівського товариства, 1900
- Медаль Х'юза від Лондонського Королівського товариства, 1911
- Премія Хопкінса від Кембриджського філософського товариства, 1920
- Премія Ганнінга від Королівського Товариства Единбурга, 1921
- Королівська медаль від Лондонського Королівського товариства, 1922
- Медаль Говарда Поттса від інституту Франкліна, 1925 р
- Нобелівська премія з фізики, 1927
- Медаль Коплі від Лондонського Королівського товариства, 1935

В 1937 р. йому було присвоєно дворянський титул.